# Hedvika Brunšvicko-Wolfenbüttelská
Hedvika Brunšvicko-Wolfenbüttelská (9. února 1595, Wolfenbüttel – 26. června 1650, Szczecinek) byla brunšvicko-wolfenbüttelskou princeznou a sňatkem pomořanskou vévodkyní; její manžel byl však nevládnoucím vévodou.

## Život
Hedvika se narodila jako dcera vévody Jindřicha Julia Brunšvicko-Lüneburského a jeho druhé manželky Alžběty, nejstarší dcery dánského krále Frederika II. Hedvičiným bratrem byl Kristián Brunšvický, "zuřivý biskup z Halberstadtu"-
7. února 1619 se Hedvika v rodném Wolfenbüttel krátce před svými čtyřiadvacátými narozeninami provdala za o šest let staršího Oldřicha Pomořanského, biskupa z Camminu. Svatební hostina byla velmi nákladná; pozváno bylo 16 vládnoucích knížat. Manželství trvalo pouhé tři roky do Oldřichovy smrti a zůstalo bezdětné. Oldřich zemřel ve věku 33 let na následky svého pijáctví. V doprovodu vévodkyně byl Christopher z Hoymu, který se později stal maršálem posledního pomořanského vévody Bohuslava XIV.
Po manželově smrti se Hedvika přestěhovala na své vdovské sídlo v Szczecinku, kde žila následujících 28 let. Zachovala si spletitý dvůr, na který si zvykla ve Wolfenbüttelu a Camminu. V roce 1649 její domácnost čítala na 65 osob. Po zbytek života nosila smuteční šat a věnovala se dobročinnosti. Uspořádala podporu na chudé a poskytovala značné dary místnímu kostelu.
Hedvika byla popisována jako statečná, krásná a moudrá žena. Byla nadaná ve hře na loutnu a skládání chvalozpěvů. Pravděpodobně napsala dobře známý chvalozpěv Auf, Zion auf, Tochter säume nicht. Během jejího života zemřeli téměř všichni její sourozenci, vymřel rod Greifenů (poslední vévoda ji finančně podporoval) a ze Třicetileté války jak švédské tak císařské jednotky zpustošily a zabavily její území. Její stížnosti bratranci Kristiánovy IV. Dánskému a královně Kristině Švédské byly zbytečné. V roce 1630 uprchla před morovou nákazou do města Bobolice. V roce 1631 jmenovala Gregora Laga, který byl rektorem v latinské škole v Kolobřehu proboštem Szczecinku, a to navzdory nesouhlasu vévody Bohuslava XIV. Lagus se stal jejím předním spoluautorem knihy o evangelické výchově. V roce 1640 založila školu, která byla později pojmenována po ní: "škola princezny Hedviky". Své peníze odkázala této instituci pod podmínkou, že škola zůstane ve Szczecinku, což později zabránilo pokusům o přemístění školy do jiného města.
V roce 1642 byla zraněna při nájezdech polských šlechticů Bartholomea Tarna ze Strączna, Pipilowskiho z Czarnkówa a vojevody Melchiora Weihera z Chełmna. Pokus o její zajetí byl pravděpodobně spojen s jejím vyjednáváním o získání dědictví, které by doplnilo její slábnoucí příjmy. Ve své poslední vůli jmenovala svým dědicem braniborského kurfiřta Fridricha Viléma.
Hedvika zemřela 26. června 1650 ve věku 55 let na neštovice. Pohřbena byla v pomořanské vévodské hrobce v Rügenwalde v roce 1654.

## Vývod z předků
|                                    |                                       |  |                    |                                     |  |  |  |  |  |  |  | Jindřich IV. Brunšvicko-Lüneburský |
|                                    |                                       |  |                    |                                     |  |  |  |  |  |  |  |                                    |
|                                    | Jindřich V. Brunšvicko-Lüneburský     |  |                    |                                     |  |  |  |  |  |  |  |                                    |
|                                    |                                       |  |                    |                                     |  |  |  |  |  |  |  |                                    |
|                                    |                                       |  |                    | Kateřina Pomořanská                 |  |  |  |  |  |  |  |                                    |
|                                    |                                       |  |                    |                                     |  |  |  |  |  |  |  |                                    |
|                                    | Julius Brunšvicko-Lüneburský          |  |                    |                                     |  |  |  |  |  |  |  |                                    |
|                                    |                                       |  |                    |                                     |  |  |  |  |  |  |  |                                    |
|                                    |                                       |  |                    | Jindřich Württemberský              |  |  |  |  |  |  |  |                                    |
|                                    |                                       |  |                    |                                     |  |  |  |  |  |  |  |                                    |
|                                    | Marie Württemberská                   |  |                    |                                     |  |  |  |  |  |  |  |                                    |
|                                    |                                       |  |                    |                                     |  |  |  |  |  |  |  |                                    |
|                                    |                                       |  |                    | Eva ze Salmu                        |  |  |  |  |  |  |  |                                    |
|                                    |                                       |  |                    |                                     |  |  |  |  |  |  |  |                                    |
|                                    | Jindřich Julius Brunšvicko-Lüneburský |  |                    |                                     |  |  |  |  |  |  |  |                                    |
|                                    |                                       |  |                    |                                     |  |  |  |  |  |  |  |                                    |
|                                    |                                       |  |                    | Jáchym I. Nestor Braniborský        |  |  |  |  |  |  |  |                                    |
|                                    |                                       |  |                    |                                     |  |  |  |  |  |  |  |                                    |
|                                    | Jáchym II. Hektor Braniborský         |  |                    |                                     |  |  |  |  |  |  |  |                                    |
|                                    |                                       |  |                    |                                     |  |  |  |  |  |  |  |                                    |
|                                    |                                       |  |                    | Alžběta Dánská                      |  |  |  |  |  |  |  |                                    |
|                                    |                                       |  |                    |                                     |  |  |  |  |  |  |  |                                    |
|                                    | Hedvika Braniborská                   |  |                    |                                     |  |  |  |  |  |  |  |                                    |
|                                    |                                       |  |                    |                                     |  |  |  |  |  |  |  |                                    |
|                                    |                                       |  |                    | Zikmund I. Starý                    |  |  |  |  |  |  |  |                                    |
|                                    |                                       |  |                    |                                     |  |  |  |  |  |  |  |                                    |
|                                    | Hedvika Jagellonská                   |  |                    |                                     |  |  |  |  |  |  |  |                                    |
|                                    |                                       |  |                    |                                     |  |  |  |  |  |  |  |                                    |
|                                    |                                       |  |                    | Barbora Zápolská                    |  |  |  |  |  |  |  |                                    |
|                                    |                                       |  |                    |                                     |  |  |  |  |  |  |  |                                    |
| Hedvika Brunšvicko-Wolfenbüttelská |                                       |  |                    |                                     |  |  |  |  |  |  |  |                                    |
|                                    |                                       |  |                    |                                     |  |  |  |  |  |  |  |                                    |
|                                    |                                       |  | Frederik I. Dánský |                                     |  |  |  |  |  |  |  |                                    |
|                                    |                                       |  |                    |                                     |  |  |  |  |  |  |  |                                    |
|                                    | Kristián III. Dánský                  |  |                    |                                     |  |  |  |  |  |  |  |                                    |
|                                    |                                       |  |                    |                                     |  |  |  |  |  |  |  |                                    |
|                                    |                                       |  |                    | Anna Braniborská                    |  |  |  |  |  |  |  |                                    |
|                                    |                                       |  |                    |                                     |  |  |  |  |  |  |  |                                    |
|                                    | Frederik II. Dánský                   |  |                    |                                     |  |  |  |  |  |  |  |                                    |
|                                    |                                       |  |                    |                                     |  |  |  |  |  |  |  |                                    |
|                                    |                                       |  |                    | Magnus I. Sasko-Lauenburský         |  |  |  |  |  |  |  |                                    |
|                                    |                                       |  |                    |                                     |  |  |  |  |  |  |  |                                    |
|                                    | Dorotea Sasko-Lauenburská             |  |                    |                                     |  |  |  |  |  |  |  |                                    |
|                                    |                                       |  |                    |                                     |  |  |  |  |  |  |  |                                    |
|                                    |                                       |  |                    | Kateřina Brunšvicko-Wolfenbüttelská |  |  |  |  |  |  |  |                                    |
|                                    |                                       |  |                    |                                     |  |  |  |  |  |  |  |                                    |
|                                    | Alžběta Dánská                        |  |                    |                                     |  |  |  |  |  |  |  |                                    |
|                                    |                                       |  |                    |                                     |  |  |  |  |  |  |  |                                    |
|                                    |                                       |  |                    | Albrecht VII. Meklenburský          |  |  |  |  |  |  |  |                                    |
|                                    |                                       |  |                    |                                     |  |  |  |  |  |  |  |                                    |
|                                    | Oldřich III. Meklenburský             |  |                    |                                     |  |  |  |  |  |  |  |                                    |
|                                    |                                       |  |                    |                                     |  |  |  |  |  |  |  |                                    |
|                                    |                                       |  |                    | Anna Braniborská                    |  |  |  |  |  |  |  |                                    |
|                                    |                                       |  |                    |                                     |  |  |  |  |  |  |  |                                    |
|                                    | Žofie Meklenburská                    |  |                    |                                     |  |  |  |  |  |  |  |                                    |
|                                    |                                       |  |                    |                                     |  |  |  |  |  |  |  |                                    |
|                                    |                                       |  |                    | Frederik I. Dánský                  |  |  |  |  |  |  |  |                                    |
|                                    |                                       |  |                    |                                     |  |  |  |  |  |  |  |                                    |
|                                    | Alžběta Dánská                        |  |                    |                                     |  |  |  |  |  |  |  |                                    |
|                                    |                                       |  |                    |                                     |  |  |  |  |  |  |  |                                    |
|                                    |                                       |  |                    | Žofie Pomořanská                    |  |  |  |  |  |  |  |                                    |
|                                    |                                       |  |                    |                                     |  |  |  |  |  |  |  |                                    |